# Jerneja Brecl
Jerneja Brecl, née le 9 août 2001 à Maribor, est une sauteuse à ski slovène.

## Biographie
Licenciée au SSK Velenje, elle fait ses premières apparitions au niveau international en saut à ski en 2014 dans la Coupe des Alpes. Elle s'essaie aussi au combiné nordique, obtenant deux podiums dans des épreuves internationales pour jeunes en 2015 et 2016.
Aux Championnats du monde junior 2017, elle gagne la médaille d'argent par équipes puis le titre lors de l'édition 2018. En janvier 2018, après deux podiums en Coupe continentale à Planica elle participe à sa première manche de Coupe du monde à Ljubno, où elle récolte des points en terminant 27e. Quelques semaines plus tard, elle est notamment dixième à Oberstdorf, pour son premier top dix dans l'élite.
En février 2019, elle figure sur le podium de l'épreuve par équipes à Ljubno avec Špela Rogelj, Nika Križnar et Urša Bogataj.
Aux Championnats du monde 2019 à Seefeld, pour son premier rendez-vous majeur, elle est dix-huitième en individuel et quatrième par équipes.

## Palmarès

### Championnats du monde
| Épreuve / Édition  | Seefeld 2019 |
| Individuel         | 18e          |
| Par équipes mixtes |              |
| Par équipes        | 4e           |

### Coupe du monde
- Meilleur classement général : 23e en 2021.
- Meilleur résultat individuel : 10e.
- 1 podium par équipes.

Palmarès à l'issue de la saison 2018-2019

#### Classements généraux annuels
| Année | Rang |
| 2018  | 31e  |
| 2019  | 26e  |
| 2020  | 39e  |
| 2021  | 23e  |

### Championnats du monde junior
- Utah 2017 :
  -  Médaille d'argent par équipes.
- Kandersteg 2018 :
  -  Médaille d'or par équipes.
- Oberwiesenthal 2020 :
  -  Médaille d'argent par équipes.
  -  Médaille de bronze par équipes mixtes.

### Coupe continentale
- 2 victoires.